# 贵阳市域快铁
贵阳市域快铁是服务于中华人民共和国贵州省贵阳市及其近邻城市一个的铁路系统，该项目与已建成或在建的贵广客运专线、沪昆高速铁路、成贵客运专线、渝贵铁路、贵南高速铁路等铁路相接，形成形成以贵阳为中心、连接周边主要城市群的铁路枢纽网络。

## 系统线路
贵阳市域快铁系统由“一环一射两联线”组成，其中，“一环”由贵阳枢纽白云至龙里北联络线（简称贵阳东北环线）与小碧经清镇东至白云联络线（贵阳西南环线）组成；“一射”为贵阳至开阳快速铁路（贵开城际铁路）；“两联线”为久长至永温铁路（久永铁路）、清镇林歹南至织金铁路（林织铁路）。
- 贵阳东北环线：工程名贵阳枢纽白云至龙里北联络线，简称白龙线，全长57.1公里，由白云北站起，经贵阳东站、龙洞堡站等站至龙里北站止，全长57.1公里，于2015年9月20日开通运营，其中贵阳东站至龙里北站已成为贵广客运专线正线一部分。
- 贵阳西南环线：工程名贵阳枢纽小碧经清镇东至白云联络线，全长81.1公里，由东北环线小碧线路所起，经孟关站、花溪大学城站、贵安站等站至白云北站止，于2022年1月30日开通运营，为贵阳市域环城快铁的主要组成部分[2]。
- 贵开城际铁路：全长62.6公里，由贵阳北站起，经贵阳东站、洛湾三江站等站至贵阳市开阳县开阳站止，于2015年5月1日开通运营。
- 久永铁路：全长35.7公里，由川渝铁路久长站起，至开阳县永温站止，于2014年4月30日建成投运，为货运铁路[3]。
- 林织铁路：全长129.3公里（含湖潮站至林歹南站32.1公里既有线电化改造），由林歹南站起，至毕节市织金县织金北站止，于2015年12月28日开通运营，为货运铁路。